# 林道明
林道明（英語：Thomas Christopher Locke，簡稱TC Locke，或稱TC Lin，1968年12月25日—），是一位出身於美國的臺灣影片製作人、攝影師及作家等。

## 生平簡介

### 早年生活
林道明成長於德克薩斯州、科羅拉多州與佛羅里達州。他自小就對光學感到著迷，沈迷於研究透鏡、望遠鏡、顯微鏡、拍立得、雙眼腰平相機等。在15歲生日時，他收到家人贈與Pentax K1000單眼相機作為禮物，並從此投入攝影領域。

### 歸化中華民國及服兵役
1988年，他首次前往臺灣，在東海大學學習中文；隨後，他決定永久定居於臺灣。在短暫返回美國完成學業後，他又回到臺灣，並在當地林姓好友及其家人的協助與收養下安頓下來。1994年，他開始辦理歸化為中華民國國民的手續。 因中華民國相關法令要求申請歸化者須放棄所有先前國籍，且美國在台協會當時並無提供相關服務，他只好前往美國駐香港及澳門總領事館辦理相關程序。為此，在歸化與放棄國籍的手續進行過程中，他在香港過了六個月的無國籍生活，並暫居在一位大陸委員會香港辦事處職員的家裡。在美方核發相關證件及臺方於稍晚核發旅行證件後，他以新的姓名「林道明」返回臺灣與收養家庭相聚。 因臺灣實施徵兵制，他在1995年後半即被徵召入伍，並在不久後遭遇臺灣海峽飛彈危機。在軍隊中，他發現自己幾乎被徹底的接受為其中的一份子，因而在日後回想時認為這是他人生中最重要的時光之一。 稍後，他在1998年初以陸軍下士軍階退伍。

### 進修及職業生涯
1999年，他開始在紐約電影學院以國際學生身份進修。2003年，他開始製作短片；同年，他也擔任了短片《Clay Soldiers》的導演（該片在2004年城市遊牧影展獲選為最佳影片）。他爲TVBS與年代電視擔任攝影記者，也擔任楊德昌的製作助理。稍後，他參與創辦了國際性的攝影社群Burn My Eye。2004年，他開始參與於街頭樂隊泥灘地浪人，在其中演奏小號、粗管上低音號、蘇沙號、洗衣盆貝斯等樂器。

## 外部連結
- 官方网站
- 林道明的Facebook專頁
- T.C. Lin在互联网电影资料库（IMDb）上的資料（英文）